# Винтертурский художественный музей
Винтертурский художественный музей (нем. Kunstmuseum Winterthur) — один из трёх крупнейших художественных музеев города Винтертура (кантон Цюрих), называемого в Швейцарии «городом музеев».

## Общие сведения
В Художественном музее Винтертура хранятся картины и другие произведения искусства XIX—XXI веков с уклоном в направлении французской живописи. Учредителем и распорядителем музея является Художественный союз Винтертура, основанный в 1848 году. Хотя Художественный союз получает помощь от государства и кантональных властей, львиная доля финансирования приходится на частных жертвователей. Также и значительная часть коллекции была передана музею начиная с первой половины XX века из частных собраний.

## Здание
Здание музея находится в Старом городе Винтертура, в городском центре, по адресу Музеумштрассе 52 (Museumstraße 52). Построено в 1912—1916 годах по проекту архитекторов Р. Ритмайера и В. Фуррера, в 1995 году расширено.

## Собрание
Винтертурский художественный музей в своей коллекции представляет в первую очередь работы таких французских мастеров живописи, импрессионистов и символистов, как Клод Моне, Альфред Сислей, Винсент ван Гог, Одилон Редон, Пьер Боннар, Жан Эдуар Вюйар, Феликс Валлотон и другие, — а также скульпторов: Огюста Родена, Аристида Майоля, Медардо Россо.
Искусство XX столетия представлено также кубизмом — произведениями Жоржа Брака, Пикассо, Хуана Гриса, Фернана Леже, и абстракционизма — в работах Василия Кандинского, Пита Модриана, Ганса Арпа, Пауля Клее, Робера Делоне. В собрании можно видеть произведения известнейших скульпторов XX века — Константина Бранкузи, Александра Колдера, Анри Лорана, Осипа Цадкина, Вильгельма Лембрука.
Широко представлено современное американское (Эльсуорт Келли, Филипп Густон, Джон Чемберлен, Ева Гессе, Агнес Мартин, Роберт Мангольд, Брайс Марден, Ричард Татл) и итальянское искусство (в первую очередь Арте повера — Лучано Фабро, Яннис Кунеллис, Марио Мерц, Джулио Паолини). Из современных художников Германии в музее можно увидеть полотна и скульптуры Герхарда Рихтера, Изы Генцкен, Томаса Шютте, Томаса Шейбица и других. Выставлены также работы современных швейцарских художников.
Часть коллекции Винтертурского художественного музея (из произведений, созданных до 1900 года) выставлена в другом известном винтертурском художественном музее — Музее Оскара Рейнгарта ам Штадтгартен.

## Галерея

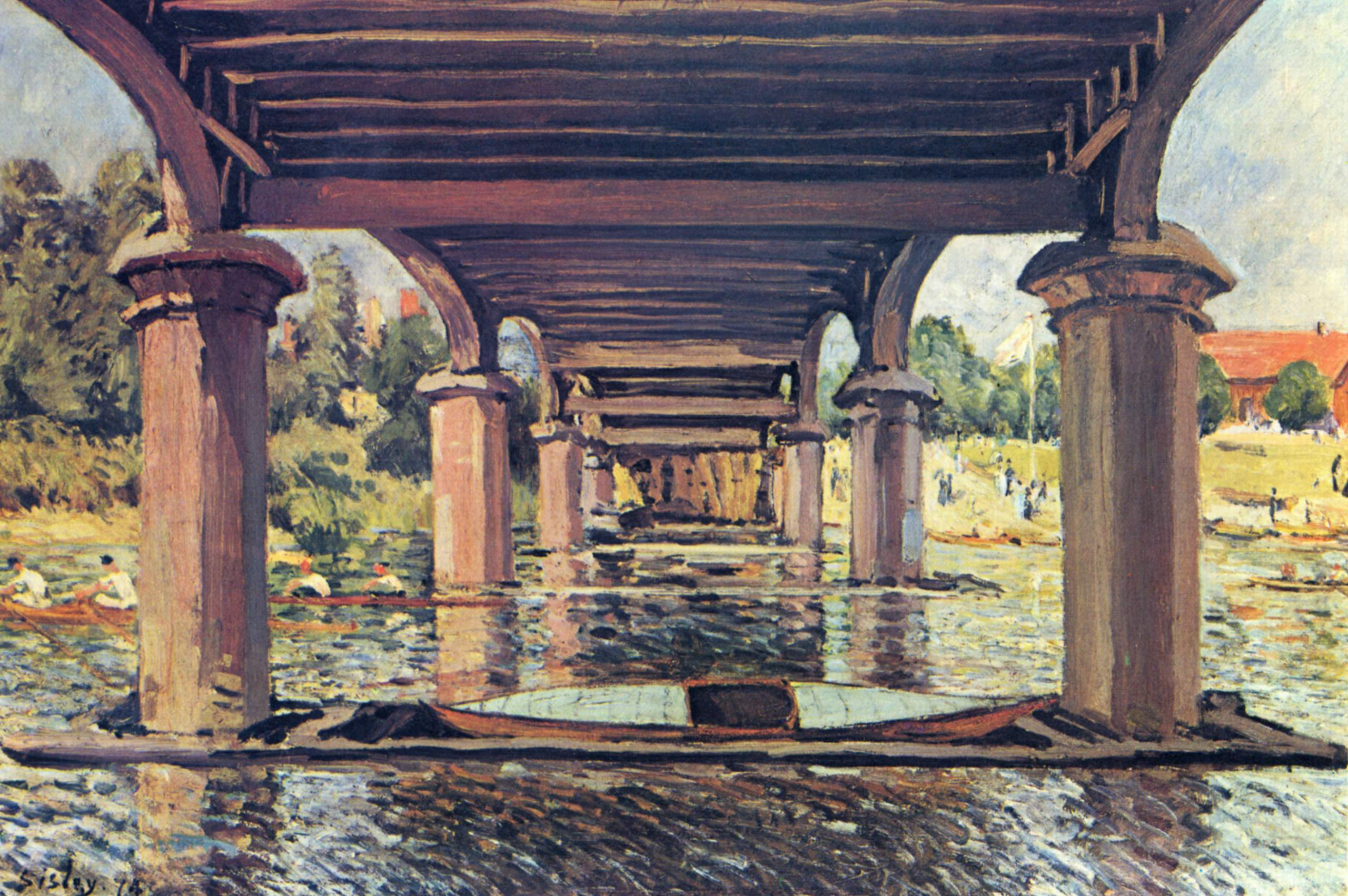
А.Сислей Под мостом у Хэмптон Коурт
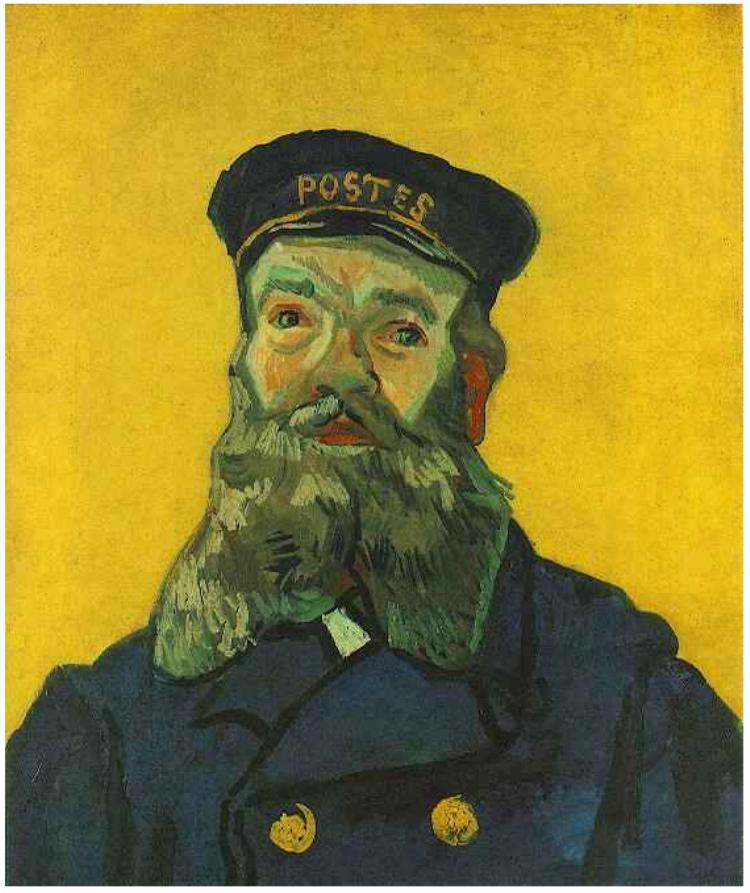
В.ван Гог Портрет почтальона Жозефа Рулена (1888)
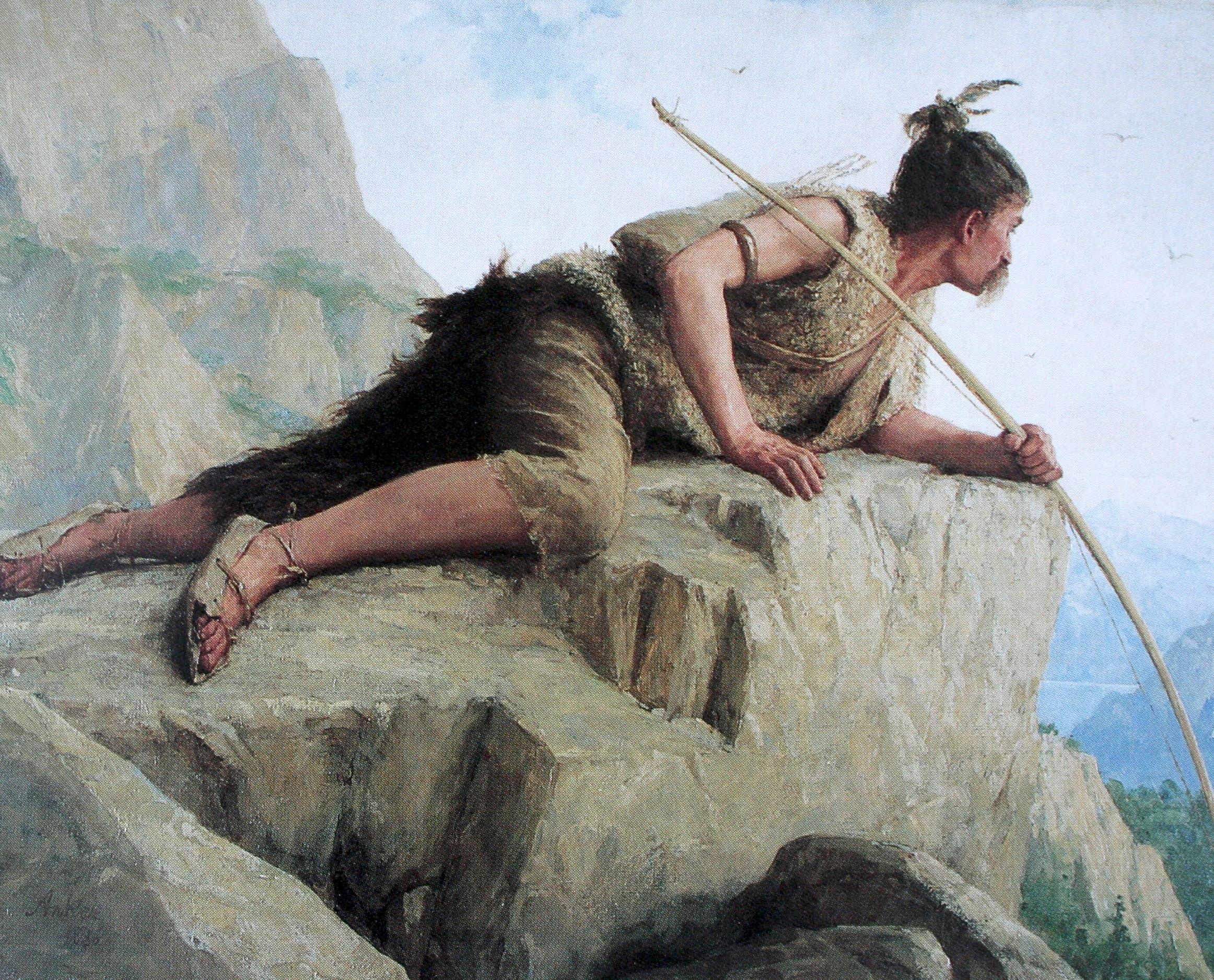
А.Анкер Лучник (1886)
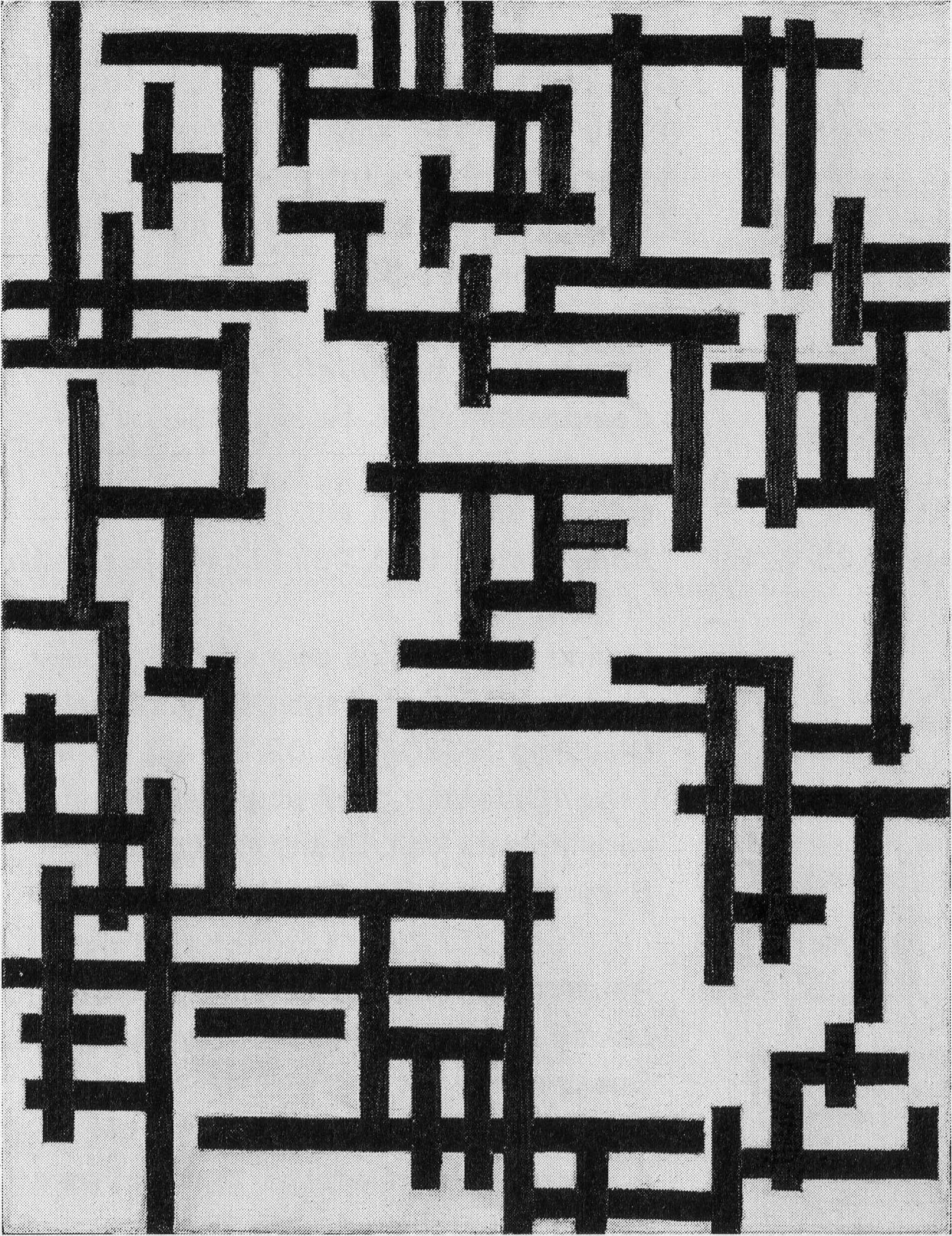
Тео ван Дуйсбург Композиция XIII (Женщина в студии)
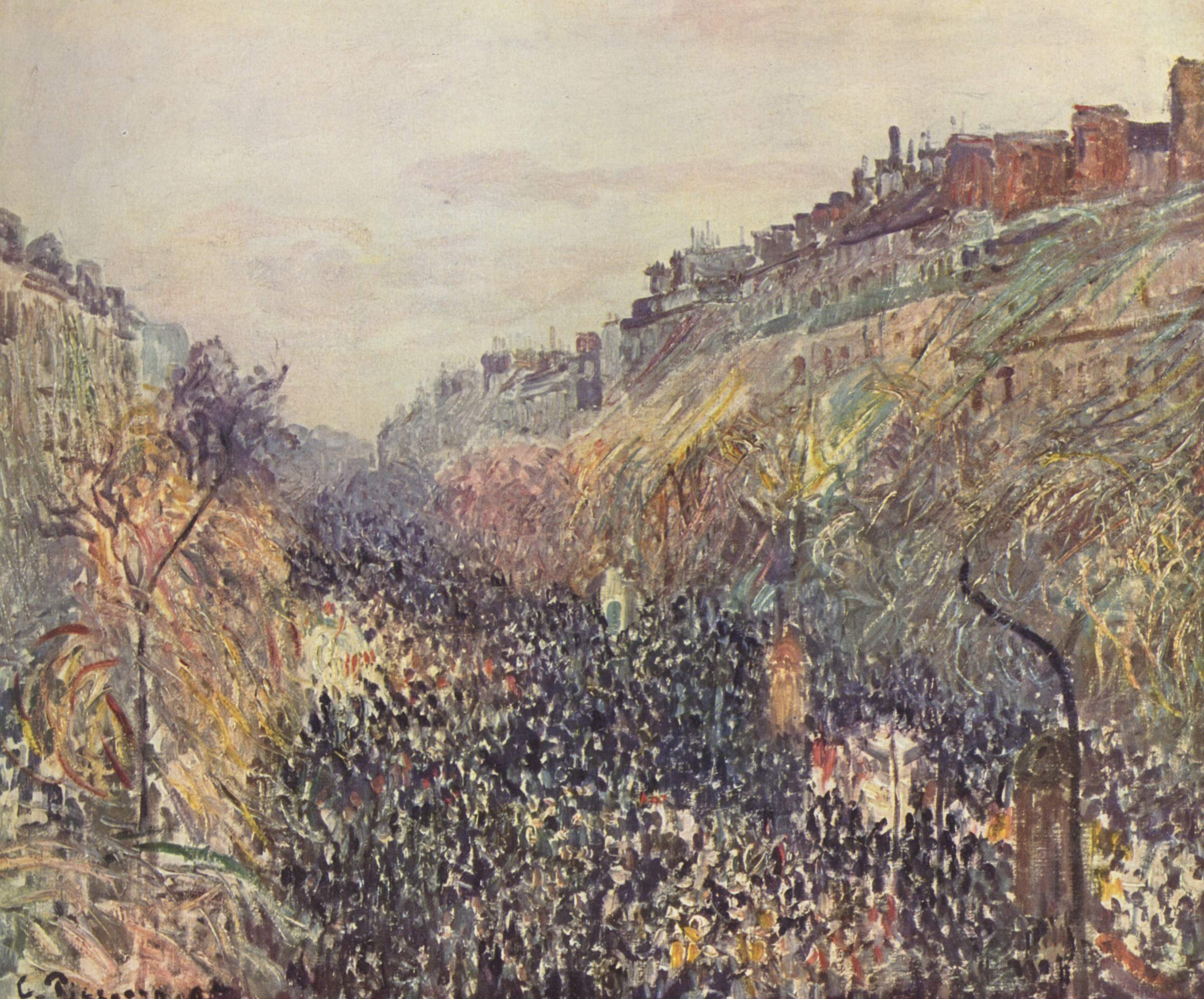
К.Писсарро Карнавал на бульваре Монмартр
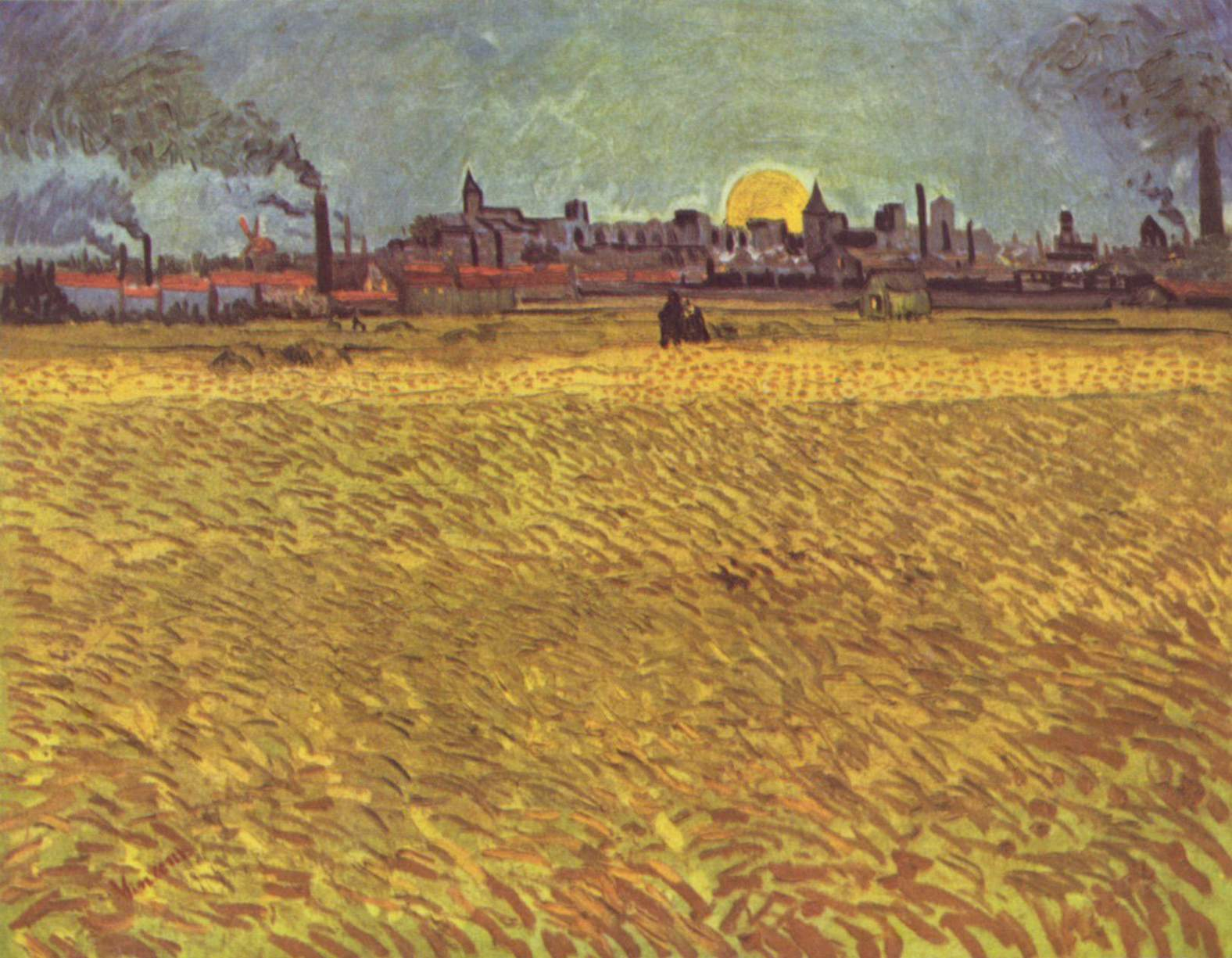
В.ван Гог Пшеничное поле на закате солнца
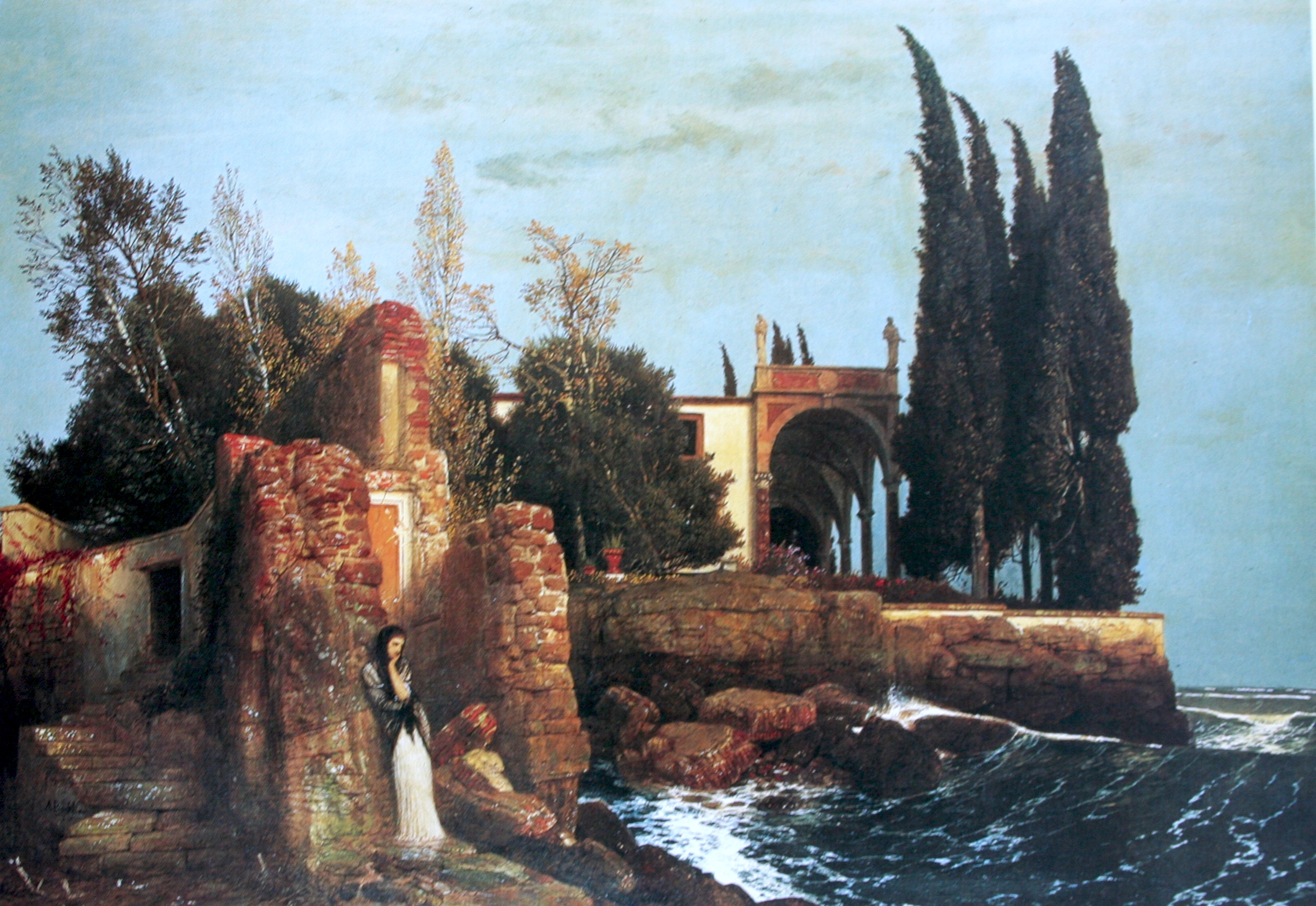
А.Бёклин Вилла на море (1878)
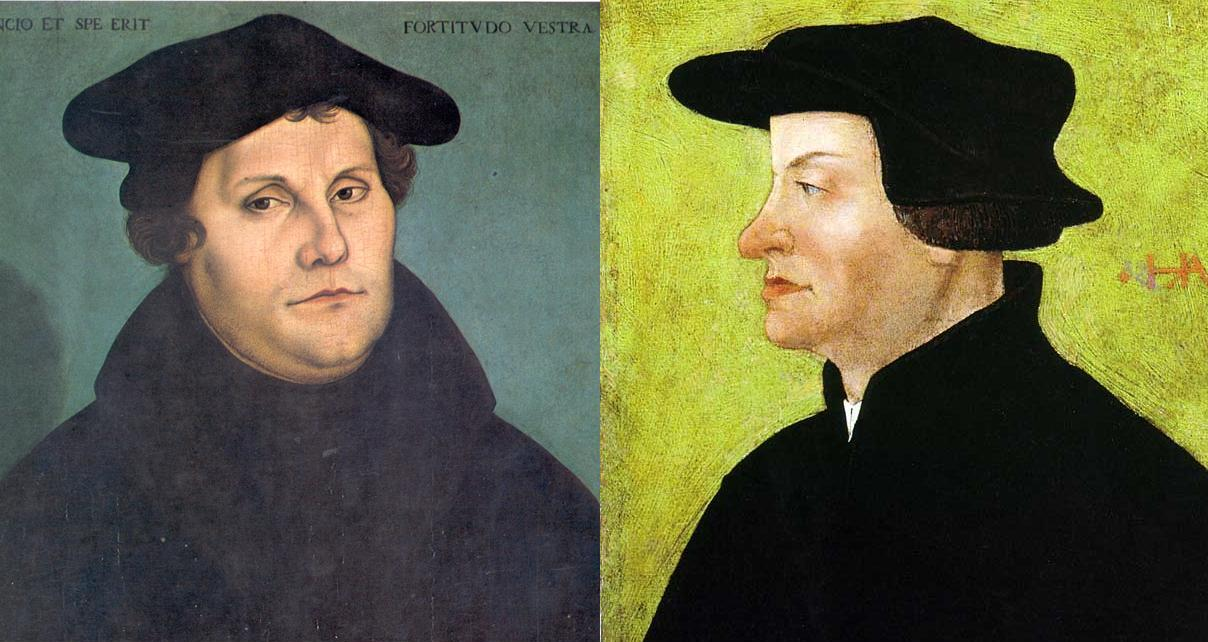
Лукас Кранах Лютер, Ганс Аспер Цвингли
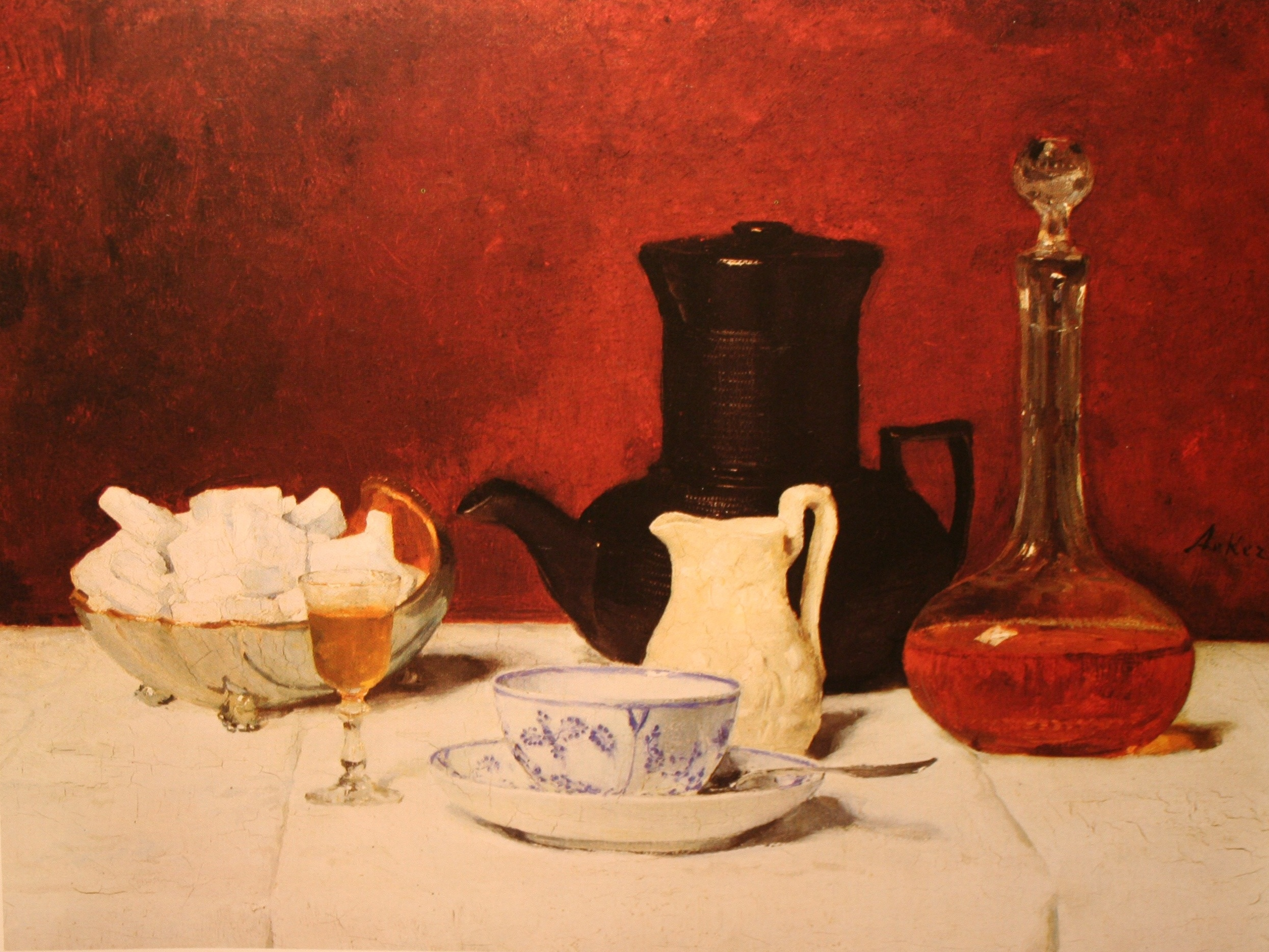
А.Анкер Кофе и коньяк. Натюрморт (1877)
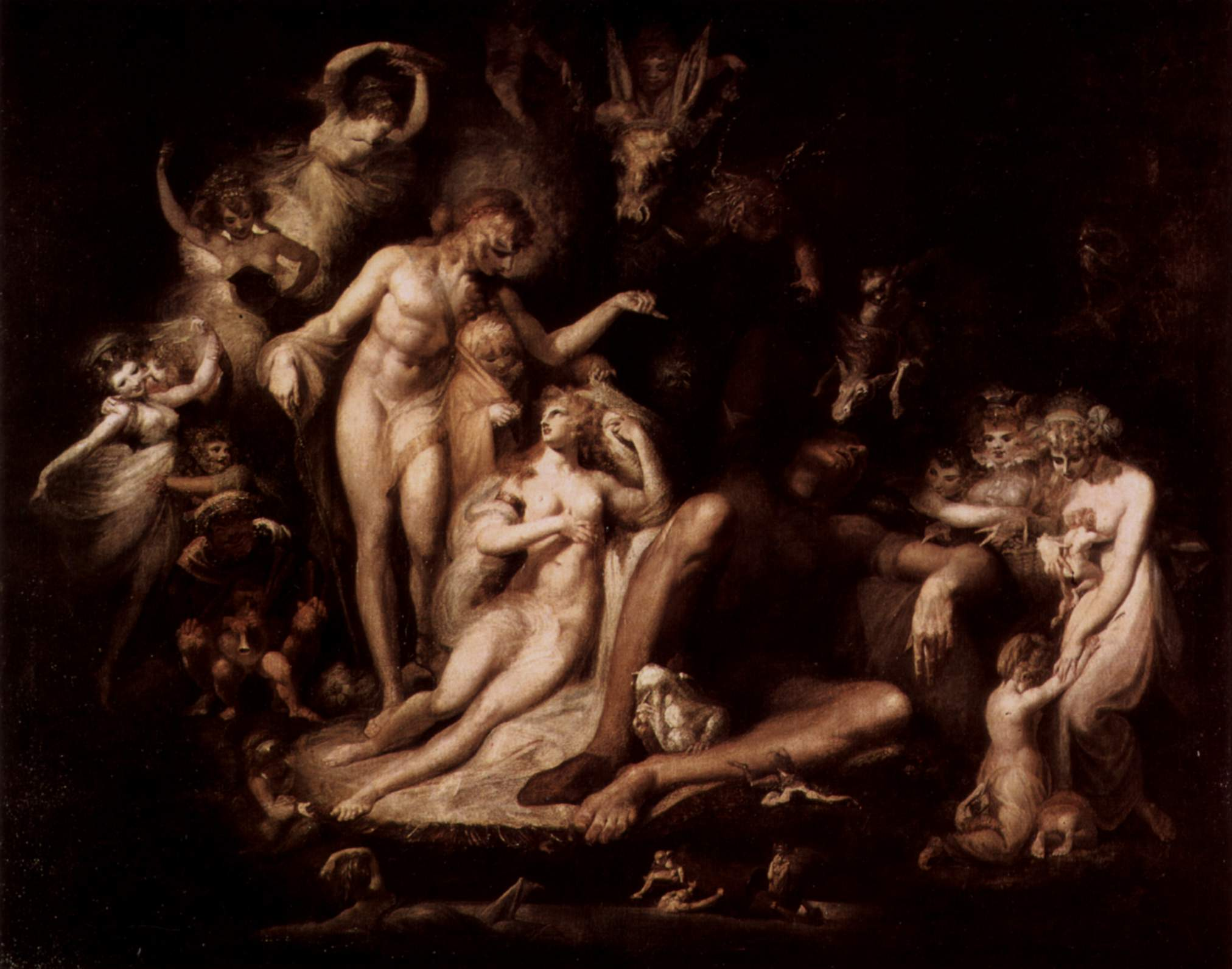
И.Г.Фюссли Пробуждение царицы эльфов Титании